# Чемпионат мира по бегу по пересечённой местности 1978
Чемпионат мира по бегу по пересечённой местности 1978 прошёл 26 марта 1978 года в городе Глазго, Шотландия. 
Всего было проведено 4 забега — мужчины, женщины, а также забеги юниоров и юниорок. Также разыгрывались победители в командном первенстве — складывались результаты участников от страны и по сумме наименьшего времени определялись чемпионы.

## Результаты

### Мужчины
| Место | Имя               | Гражданство | Время 0(м:с) |
| ----- | ----------------- | ----------- | ------------ |
| 1     | Джон Триси        | Ирландия    | 39:25        |
| 2     | Александр Антипов | СССР        | 39:28        |
| 3     | Кэрел Лисмонт     | Бельгия     | 39:32        |
| 4     | Тони Симмонс      | Англия      | 39:51        |
| 5     | Гай Арбогаст      | США         | 39:52        |
| 6     | Крэг Виргин       | США         | 39:54        |
| 7     | Нэт Муир          | Шотландия   | 40:00        |
| 8     | Франко Фава       | Италия      | 40:03        |